# Игины
Игины — старинный русский дворянский род.
История дворянского рода этой фамилии восходит к XVII веку, когда один из представителей этого рода был испомещён населёнными имениями в Болховском уезде Орловской губернии. Род Игиных был внесён Губернским дворянским депутатским собранием в VI часть дворянской родословной книги Орловской губернии Российской империи и был утверждён Герольдией Правительствующего Сената в древнем (столбовом) дворянстве.

## Описание герба
В зелёном щите золотой меч остриём вверх, между двух золотых лемехов.
Щит увенчан дворянским коронованным шлемом. Нашлемник: золотой меч остриём вверх между двух зелёных страусовых перьев. Намёт: зелёный с золотом.